# يوتيوب ريوايند

شعار يوتيوب ريوايند

يوتيوب ريوايند عبارة عن سلسلة فيديو تم إنتاجها وإنشاءها بواسطة يوتيوب و بوابة تفاعلية . تعد مقاطع الفيديو هذه نظرة عامة ومراجعة لمقاطع الفيديو والأحداث والموسيقى والموسيقى التي تنتشر كل عام. في كل عام ، يزداد عدد مشاهير اليوتيوب الذين يظهرون في الفيديو ، وكذلك عرض المسلسل. تم إصدار أحدث حلقة من يوتيوب ريوايند في 6 ديسمبر 2017
1. ↑  الوصول: 19 أبريل 2020. وصلة مرجع: http://live.dbpedia.org/resource/YouTube_Rewind.